# Lijst van administratieve eenheden in Bắc Ninh
Deze lijst bevat een overzicht van administratieve eenheden in Bắc Ninh (Vietnam).
De provincie Bắc Ninh ligt in de regio Đồng bằng sông Hồng, wat ook wel Rode Rivierdelta wordt genoemd. De provincie Bắc Ninh ligt ten oosten van Hanoi en is ongeveer 823,1 km² groot en telt ongeveer 1.028.800 inwoners. Bắc Ninh is onderverdeeld in één stad, zes huyện en één thị xã.

## Stad

### Thành phốBắc Ninh
De stad Bắc Ninh is ongeveer 82,61 km² groot en telt ongeveer 153.350 inwoners. De stad is onderverdeeld in dertien phường en zes xã's.
- Phường Đại Phúc
- Phường Đáp Cầu
- Phường Hạp Lĩnh
- Phường Kinh Bắc
- Phường Ninh Xá
- Phường Suối Hoa
- Phường Thị Cầu
- Phường Tiền An
- Phường Vạn An
- Phường Vân Dương
- Phường Vệ An
- Phường Võ Cường
- Phường Vũ Ninh
- Xã Hòa Long
- Xã Khắc Niệm
- Xã Khúc Xuyên
- Xã Kim Chân
- Xã Nam Sơn
- Xã Phong Khê

## Huyện

### HuyệnGia Bình
- Thị trấn Gia Bình
- Xã Bình Dương
- Xã Cao Đức
- Xã Đại Bái
- Xã Đại Lai
- Xã Đông Cứu
- Xã Giang Sơn
- Xã Lãng Ngâm
- Xã Nhân Thắng
- Xã Quỳnh Phú
- Xã Song Giang
- Xã Thái Bảo
- Xã Vạn Ninh
- Xã Xuân Lai

### HuyệnLương Tài
- Thị trấn Thứa
- Xã An Thịnh
- Xã Bình Định
- Xã Lai Hạ
- Xã Lâm Thao
- Xã Minh Tân
- Xã Mỹ Hương
- Xã Phú Hòa
- Xã Phú Lương
- Xã Quảng Phú
- Xã Tân Lãng
- Xã Trung Chính
- Xã Trung Kênh
- Xã Trừng Xá

### HuyệnQuế Võ
- Thị trấn Phố Mới
- Xã Bằng An
- Xã Bồng Lai
- Xã Cách Bi
- Xã Châu Phong
- Xã Chi Lăng
- Xã Đại Xuân
- Xã Đào Viên
- Xã Đức Long
- Xã Hán Quảng
- Xã Mộ Đạo
- Xã Ngọc Xá
- Xã Nhân Hòa
- Xã Phù Lãng
- Xã Phù Lương
- Xã Phương Liễu
- Xã Phượng Mao
- Xã Quế Tân
- Xã Việt Hùng
- Xã Việt Thống
- Xã Yên Giả

### HuyệnThuận Thành
- Thị trấn Hồ
- Xã An Bình
- Xã Đại Đồng Thành
- Xã Đình Tổ
- Xã Gia Đông
- Xã Hà Mãn
- Xã Hoài Thượng
- Xã Mão Điền
- Xã Nghĩa Đạo
- Xã Ngũ Thái
- Xã Nguyệt Đức
- Xã Ninh Xá
- Xã Song Hồ
- Xã Song Liễu
- Xã Thanh Khương
- Xã Trạm Lộ
- Xã Trí Quả
- Xã Xuân Lâm

### HuyệnTiên Du
- Thị trấn Lim
- Xã Cảnh Hưng
- Xã Đại Đồng
- Xã Hiên Vân
- Xã Hoàn Sơn
- Xã Lạc Vệ
- Xã Liên Bão
- Xã Minh Đạo
- Xã Nội Duệ
- Xã Phật Tích
- Xã Phú Lâm
- Xã Tân Chi
- Xã Tri Phương
- Xã Việt Đoàn

### HuyệnYên Phong
- Thị trấn Chờ
- Xã Đông Phong
- Xã Đông Thọ
- Xã Đông Tiến
- Xã Dũng Liệt
- Xã Hòa Tiến
- Xã Long Châu
- Xã Tam Đa
- Xã Tam Giang
- Xã Thụy Hòa
- Xã Trung Nghĩa
- Xã Văn Môn
- Xã Yên Phụ
- Xã Yên Trung

## Thị xã

### Thị xãTừ Sơn
- Phường Châu Khê
- Phường Đình Bảng
- Phường Đồng Kỵ
- Phường Đông Ngàn
- Phường Đồng Nguyên
- Phường Tân Hồng
- Phường Trang Hạ
- Xã Hương Mạc
- Xã Phù Chẩn
- Xã Phù Khê
- Xã Tam Sơn
- Xã Tương Giang